# Граф де Уренья

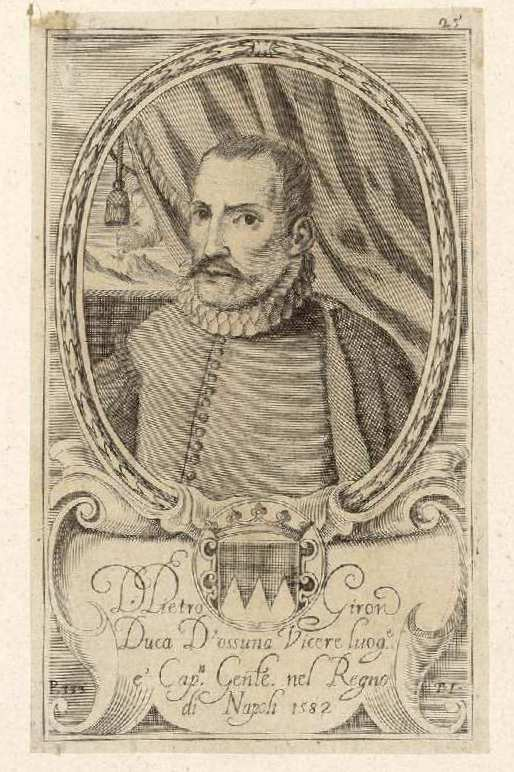
Педро Тельес-Хирон и де ла Куэва (1537—1590), 5-й граф де Уренья, 1-й герцог де Осуна (с 1562), вице-король Неаполя (1582—1586)

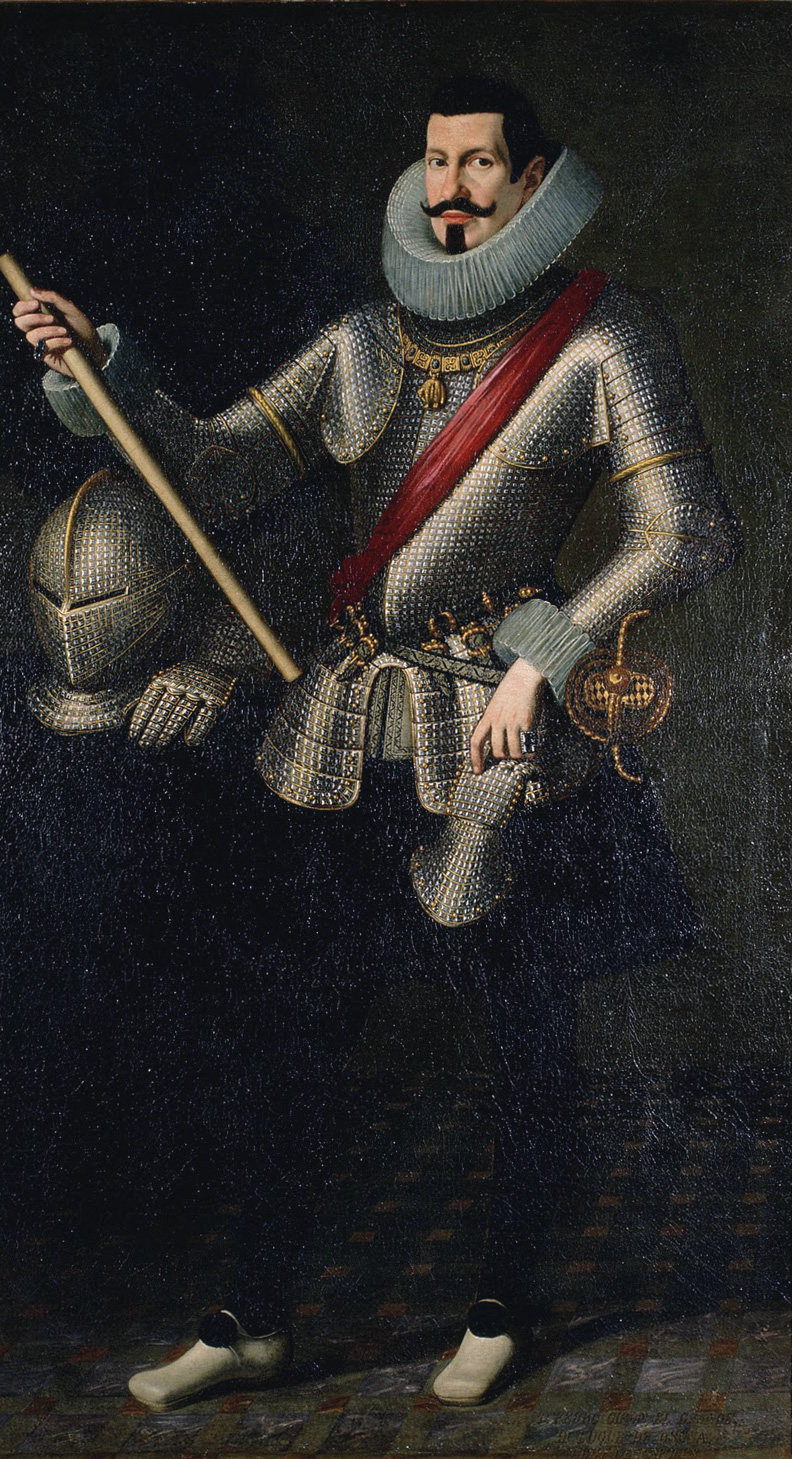
Педро Тельес-Хирон и Веласко (1574—1624), 7-й граф де Уренья, 3-й герцог де Осуна, 2-й маркиз де Пеньяфьель

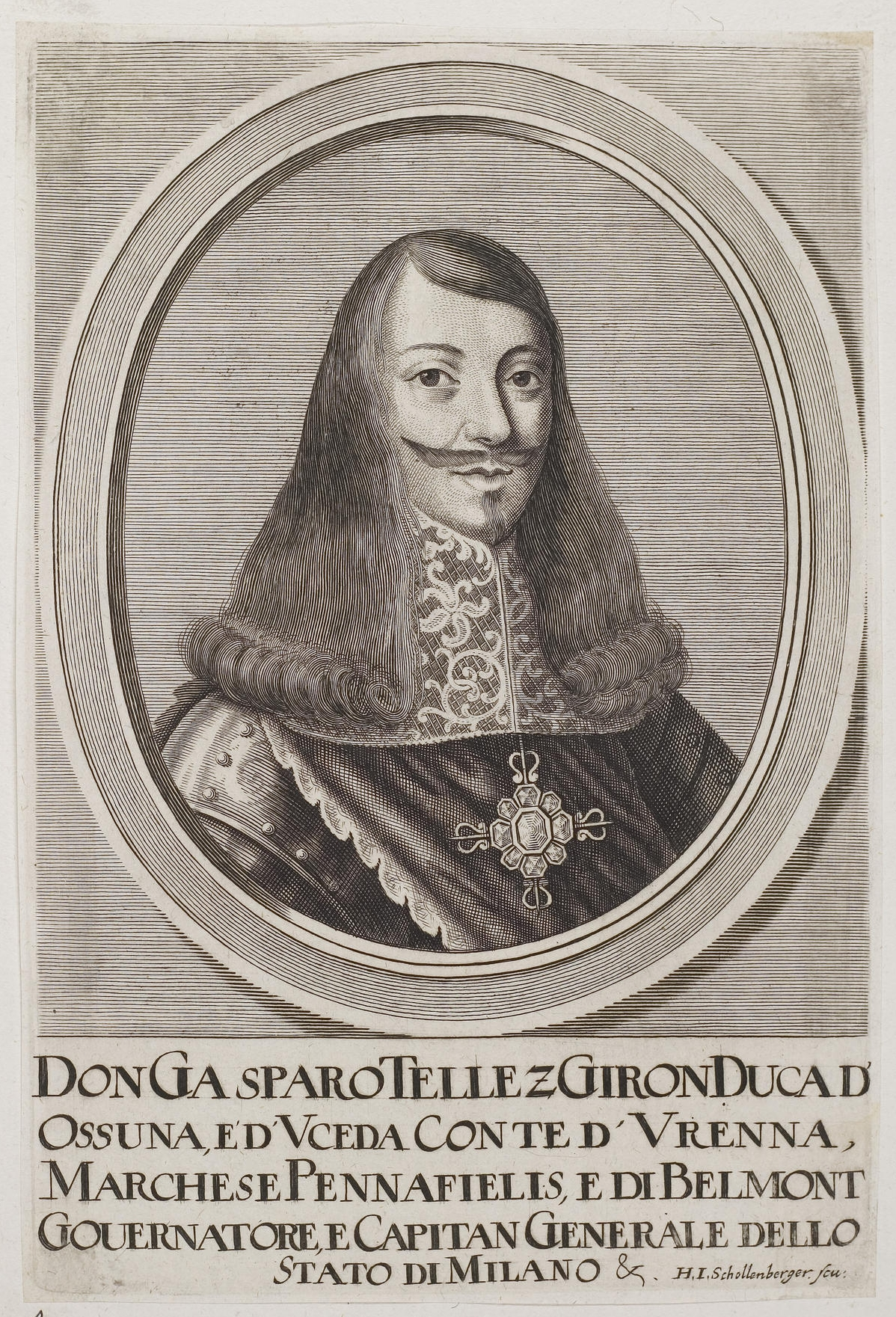
Гаспар Тельес-Хирон и Сандоваль (1625—1694), 9-й граф де Уренья, 5-й маркиз де Пеньяфьель, 5-й герцог де Осуна

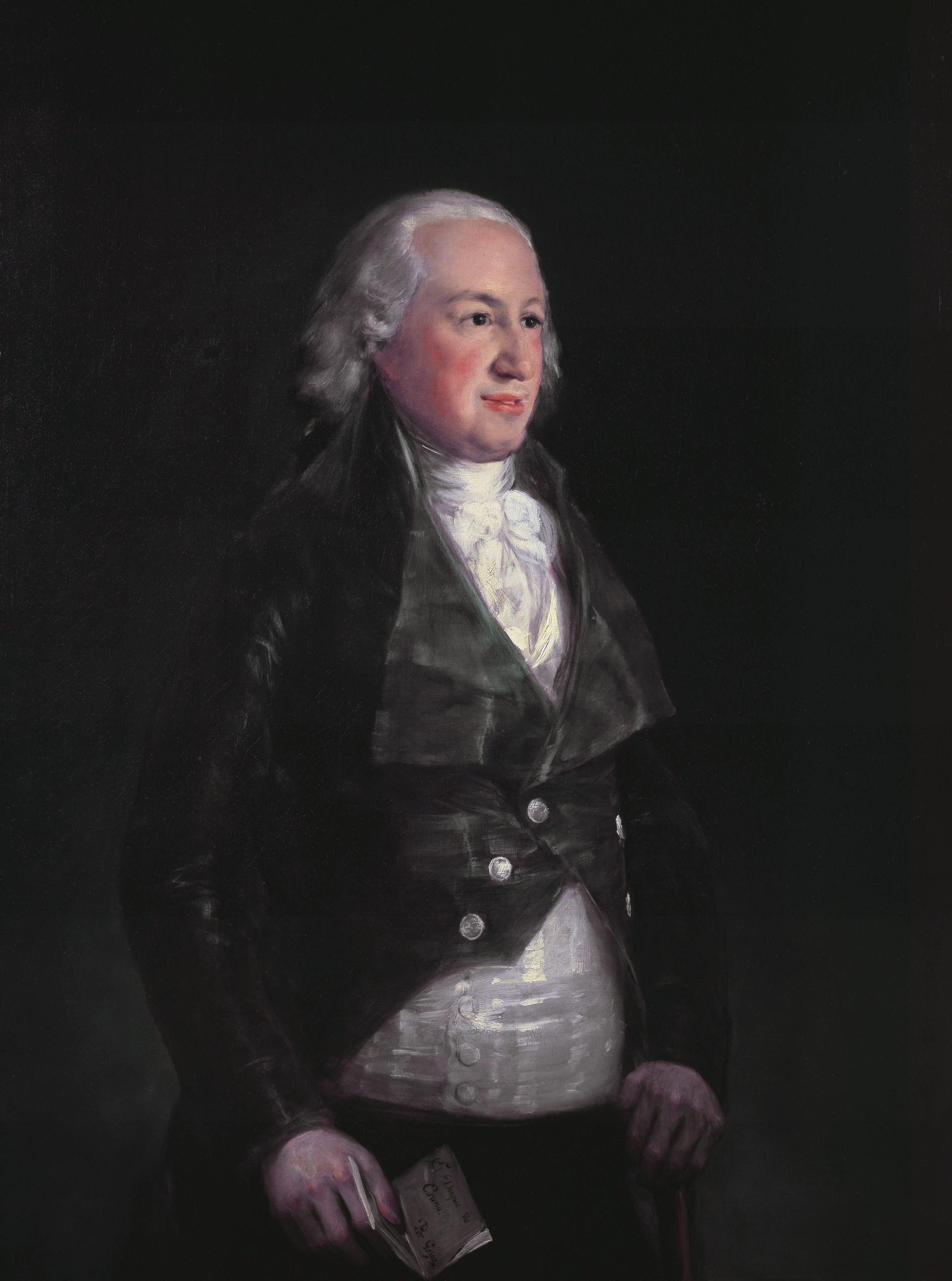
Педро де Алькантара Тельес-Хирон (1810—1844), 15-й граф де Уренья, 11-й герцог де Осуна, 12-й маркиз де Пеньяфьель

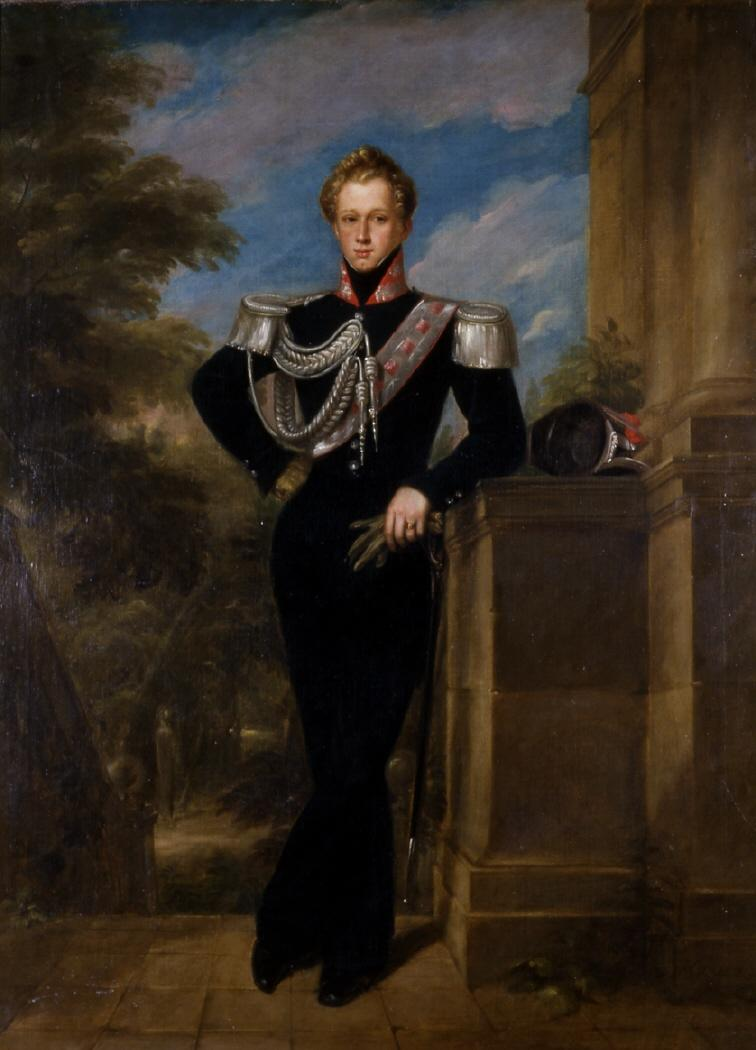
Мариано Франсиско де Борха Хосе Хусто Тельес-Хирон и Бофорт-Спонтин (1814—1882), 16-й граф де Уренья, 12-й герцог де Осуна, 13-й маркиз де Пеньяфьель

Граф де Уренья — испанский дворянский титул. Он был создан в 1462 году королем Кастилии Энрике IV для Алонсо Тельес-Хирона де лас Касас, также известного как Альфонсо Пачеко (1453—1469), 2-го сеньора де Осуна. Альфонсо Тельес-Хирон был старшим сыном Педро Хирона (1423—1466), 1-го сеньора де Осуна и магистра Ордена Калатравы (1445—1466), и Инес де лас Касас. Ему также принадлежали виллы Тьедра, Вильяфрадес-де-Кампос и Побладура-дель-Валье, Вильяфречос и Вильямурьель-де-Кампос.
Название графского титула происходит от названия муниципалитета Уруэнья (Уренья), провинция Вальядолид, автономное сообщество Кастилия и Леон.
С 1973 года Анхела Мария де Ульоа-и-Солис-Бомонт, старшая дочь и наследница Анхелы Солис-и-Тельес-Хирон (род. 1950), 17-й герцогини Осуны, носит титул графини де Уренья, а также маркизы де Пеньяфьель и герцогини де Гандия.

## Графы де Уренья
- Алонсо Тельес-Хирон[исп.] (ок. 1453—1469), 1-й граф де Уренья, старший сын Педро Хирона (1423—1466) от внебрачной связи с Изабель де лас Касас

1. Супруга — Бланка де Эррера (1450—1499), сеньора де Педраса-де-ла-Сьерра, дочь Гарсии Гонсалеса де Эррера, сеньора де Педраса, и Марии Ниньо де Португаль.

- Хуан Тельес-Хирон (ок. 1456 — 21 мая 1528), 2-й граф де Уренья, младший брат предыдущего, третий сын Педро Хирона (1423—1466) от внебрачной связи с Изабель де лас Касас

1. Супруга — Леонор де ла Вега-и-Веласко (? — 1522), дочь Педро Фернандеса де Веласко-и-Манрике де Лара, 2-го графа де Аро, и Менсии де Мендоса-и-Фигероа.

- Педро Тельес-Хирон-и-Веласко (ок. 1480 — 25 апреля 1531), 3-й граф дк Уренья, старший сын предыдущего и Леонор де ла Вега-и-Веласко

1. Супруга — Мария де Гусман Веласко, дочь Хуана Алонсо де Гусмана, 3-го герцога де Медина-Сидония, и Изабель Фернандес де Веласко

- Хуан Тельес-Хирон Эль-Санто (25 апреля 1494 — 19 мая 1558), 4-й граф де Уренья, младший брат предыдущего, сын Хуана Тельес-Хирона, 2-го графа де Уренья, и Леонор де ла Вега-и-Веласко

1. Супруга — Мария де ла Куэва и Толедо (? — 1566), дочь Франсиско Фернандеса де ла Куэвы, 2-го герцога де Альбуркерке, и Франсиски Альварес де Толедо-и-Энрикес

- Педро Тельес-Хирон-и-де ла Куэва (29 июля 1537 — 13 сентября 1590), 5-й граф де Уренья, 1-й герцог де Осуна (с 1562), вице-король Неаполя (1582—1586), единственный сын предыдущего и Марии де ла Куэвы-и-Толедо

1. Супруга — Леонор Анна де Гусман-и-Арагон (1540—1573), дочь Хуана Алонсо де Гусмана, 6-го герцога де Медина-Сидония, и Анны де Арагон-и-Гурреа
2. Супруга — Изабель де ла Куэва-и-Кастилья (? — 1618), дочь Диего де ла Куэва-и-Толедо (? — 1551), и Марии де Кастилия, сестра Бельтрана де ла Куэвы, 3-го герцога де Альбуркерке.

- Хуан Тельес-Хирон-и-Гусман[англ.] (20 октября 1559 — 25 ноября 1600), 6-й граф де Уренья, 1-й маркиз де Пеньяфьель, 2-й герцог де Осуна, сын предыдущего от первого брака с Леонор Анной де Гусман-и-Арагон.

1. Супруга — Анна Мария де Веласко, дочь Иньиго Фернандеса де Веласко, 4-го герцога де Фриас, и Анны де Гусман-и-Арагон

- Педро Тельес-Хирон-и-Веласко (17 декабря 1574 — 24 сентября 1624), 7-й граф де Уренья, 3-й герцог де Осуна, 2-й маркиз де Пеньяфьель, старший сын предыдущего и Анны Марии де Веласко

1. Супруга — Каталина Энрикес де Рибера-и-Кортес Суньига, дочь Фернандо Энрикеса де Рибера-и-Портокарреро, 2-го герцога де Алькала-де-лос-Гасулес, и Хуаны Кортес де Суньиги.

- Хуан Тельес-Хирон-и-Энрикес де Рибера[англ.] (15 ноября 1597 — 12 октября 1656), 8-й граф де Уренья, 4-й герцог де Осуна, сын предыдущего и Каталины Энрикес де Риберы и Кортес

1. Супруга — Изабель Раймунда де Сандоваль-и-Рохас (? — 1658), дочь Кристобаля Сандоваля-и-Рохаса, герцога де Уседа, и Анны де Падильи, графини де Санта-Гадеа.

- Гаспар Тельес-Хирон-и-Сандоваль[англ.] (25 мая 1625 — 2 июня 1694), 9-й граф дк Уренья, 5-й маркиз де Пеньяфьель, 5-й герцог де Осуна, второй сын предыдущего и Изабель Раймунды де Сандоваль-и-Рохас.

1. Супруга — Феличе Гомес де Сандоваль (1633—1671), дочь Франсиско Гомеса де Сандоваля-и-Рохаса, 3-го герцога де Лерма и 1-го герцога де Уседа, и Феличе Энрикес де Кабрера-и-Колонна
2. Супруга — Анна Антония де Бенавидес Понсе де Леон (1653—1707), 4-я маркиза де Карасена, дочь Луиса Франсиско Фернандеса де Бенавидеса Каррильо де Толедо, 5-го маркиза де Фромиста, и Каталины Понсе де Леона Кордовы де Арагон.

- Франсиско де Паула Тельес-Хирон-и-Бенавидес (11 марта 1678 — 13 апреля 1716), 10-й граф де Уренья, 6-й герцог де Осуна, старший сын предыдущего от второго брака с Анной Антонией де Бенавидес Понсе де Леон

1. Супруга — Мария Ремигия дель Пилар де Веласко-и-Бенавидес (1678—1734), дочь Иньиго Мельчора Фернандеса де Веласко-и-Гусмана, 7-го герцога де Фриас, и Марии де Бенавидес, герцогини де Кардона.

- Хосе Мария Тельес-Хирон-и-Бенавидес (25 мая 1685 — 18 марта 1733), 11-й граф де Уренья, 7-й герцог де Осуна, младший брат предыдущего

1. Супруга — Франсиска Бабиана Перес де Гусман, дочь Мануэля Алонсо Клароса «Эль-Буэно» Переса де Гусмана, 12-го герцога де Медина-Сидония, и Луизы Марии де Сильвы-и-Аро.

- Педро Зоило Тельес-Хирон и Перес де Гусман Эль-Буэно (27 июня 1728 — 1 апреля 1787), 12-й граф де Уренья, 8-й герцог де Осуна, сын предыдущего и Франсиски Бабианы Перес де Гусман

1. Супруга — Мария Висента Пачеко Тельес-Хирон, дочь Франсиско Хавьера Пачеко Тельес-Хирона, 6-го герцога де Уседа, и Марии Доминги Тельес-Хирон-и-Фернандес де Веласко, 8-й маркизы де Берланга.

- Педро де Алькантара Тельес-Хирон-и-Пачеко (8 августа 1755 — 7 января 1807), 13-й граф де Уренья, 9-й герцог де Осуна, сын предыдущего и Марии Висенты Пачеко Тельес-Хирон

1. Супруга — Мария Хосефа Пиментель-и-Тельес-Хирон (1750—1834), 12-я герцогиня де Бенавенте, дочь Франсиско Альфонсо Пиментеля-и-Борха, 11-го герцога де Бенавенте, и Марии Фаустины Тельес-Хирон-и-Перес де Гусман.

- Франсиско де Борха Тельес-Хирон-и-Пиментель (6 октября 1785 — 21 мая 1820), 14-й граф де Уренья, 10-й герцог де Осуна, 14-й герцог де Бехар, 15-й герцог де Гандия, 13-й герцог де Аркос, 11-й маркиз де Пеньяфьель и др. Сын предыдущего и Марии Хосефы Пиментель-и-Тельес-Хирон

1. Супруга — Франсуаза де Спонтин (1785—1830), 11-я маркиза де Альменара, дочь Фредерика Августа Александра, герцога де Бофорт-Спонтин, и Марии де лос Долорес Леопольды де Толедо-и-Сальм-Сальм, 10-й маркизы де Альменара.

- Педро де Алькантара Тельес-Хирон-и-Бофорт-Спонтин (10 сентября 1810 — 29 сентября 1844), 15-й граф де Уренья, 11-й герцог де Осуна, 13-й герцог де Бенавенте, 15-й герцог де Бехар, 16-й герцог де Гандия, 14-й герцог де Аркос и др. Старший сын предыдущего и Франсуазы де Спонтин, графини де Бофорт.

- Мариано Тельес-Хирон-и-Бофорт-Спонтин (19 июля 1814 — 2 июня 1882), 16-й граф де Уренья, 12-й герцог де Осуна, 14-й герцог де Бенавенте, 16-й герцог де Бехар, 17-й герцог де Гандия, 15-й герцог де Аркос и др. Младший брат предыдущего, второй сын Франсиско де Борха Тельес-Хирона-и-Пиментеля (1785—1820), 10-го герцога де Осуна, и Франсуазы де Спонтин, графини де Бофорт.

1. Супруга — принцесса Мария Леонора цу Сальм-Сальм (1842—1891), дочь Франца Йозефа Фридриха Филиппа, принца цу Сальм-Сальм (1801—1842), и принцессы Марии Жозефины Софии цу Лёвенштайн-Вертхайм-Розенберг (1814—1876).

- Педро де Алькантара Тельес-Хирон-и-Фернандес де Сантильян (4 сентября 1812 — 3 сентября 1900), 17-й граф де Уренья, 13-й герцог де Осуна, 18-й граф и 15-й герцог де Бенавенте. Сын Педро де Алькантары Тельес-Хирона-и-Пиментеля (1786—1851), 9-го маркиза де Хабалькинто, и Марии дель Росарио Фернандес де Сантильян-и-Вальдивия (1795—1857). Внук 9-го герцога де Осуна.

1. Супруга — Хулия Фернанда Домине-и-Десмаисиерес (1842—1901), дочь Антонио Хосе Домине-и-Мена и Марии Долорес Досмаисиерес-и-Фернандес де Сантильян

- Луис Мария де Константинопла Тельес-Хирон-и-Фернандес де Кордова[исп.] (3 марта 1870 — 1 апреля 1909), 18-й граф де Уренья, 14-й герцог де Осуна, 12-й герцог де Уседа, 17-й герцог де Эскалона, 18-й граф де Оропеса и 11-й граф де ла Пуэбла-де-Монтальбан. Сын Франсиско де Борха Тельес-Хирона-и-Фернандеса де Веласко (1839—1897), 11-го герцога де Уседа, и Анхелы Марии де Константинопла Фернандес де Кордовы-и-Перес де Баррадас (1849 — ?).

- Мариано Тельес-Хирон-и-Фернандес де Кордова (9 сентября 1887 — 3 октября 1931), 19-й граф де Уренья, 15-й герцог де Осуна, 13-й герцог де Уседа, 18-й герцог де Эскалона, 17-й маркиз де Вильена, 21-й граф де Альба-де-Листе, 19-й граф де Оропеса и 14-й граф де Пинто. Младший брат предыдущего, сын Франсиско де Борха Тельес-Хирона и Фернандеса де Веласко, 11-го герцога де Уседа, и Анхелы Марии де Константинопла Фернандес де Кордовы и Перес де Баррадас

1. Супруга — Петра Дуке де Эстрада-и-Морено (1900—1985), дочь Хуана Антонио Дуке де Эстрады-и-Кабесы де Вака, 8-го маркиза де Вильяпанес, и Марии де ла Консоласьон Морено-и-Сулета де Реалес.

- Анхела Мария Тельес-Хирон-и-Дуке де Эстрада (7 февраля 1925 — 29 мая 2015), 20-я графиня де Уренья, 16-я герцогиня де Осуна, 14-я герцогиня де Уседа, 20-я герцогиня де Медина-де-Риосеко, 17-я герцогиня де Бенавенте, 16-я герцогиня де Аркос, 19-я герцогиня де Гандия, 19-я герцогиня де Эскалона, 18-я маркиза де Берланга, 14-я маркиза де Бельмонте, 19-я маркиза де Вильена, 12-я маркиза де Хабалькинто. Единственная дочь предыдущего и Петры Дуке де Эстрады-и-Морено.

1. Супруг — Педро де Солис-Бомонт-и-Лассо де ла Вега (1916—1959), сын Педро де Солиса-и-Десмаисиерес и Марии де Грасии Лассо де ла Веги-и-Кинтанильи
2. Супруг — Хосе Мария де Латорре-и-Монтальво (1925—1991), 6-й маркиз де Монтемусо, сын Мануэля Латорре-и-Лопеса Фернандеса де Эредия, 5-го маркиза де Монтемусо, и Пилар Монтальво-и-Оровио.

- Анхела Мария де Ульоа-и-де Солис-Бомонт (род. 23 ноября 1973), 21-я графиня де Уренья, герцогиня де Гандия и маркиза де Пеньяфьель, старшая дочь Анхелы Марии де Солис-Бомонт-и-Тельес-Хирон (род. 1950), 17-й герцогини де Осуна, графини-герцогини де Бенавенте, графини де Пеньяранда-де-Бракамонте, графини де Оропеса, графини де ла Пуэбла-де-Монтальбан, графини де Пинто и графини де Алькаудете, маркизы де Берланга, и Альваро де Ульоа-и-Суэльвес (род. 1950), графа де Аданеро и маркиза де Кастро-Серна. Внучка Анхелы Марии Тельес-Хирон-и-Дуке де Эстрада (1925—2015), 16-й герцогини де Осуна, и Педро де Солиса-Бомонта-и-Лассо де ла Вега.